# 1972 en hockey sur gazon
| Années du hockey sur gazon : 1969 - 1970 - 1971 - 1972 - 1973 - 1974 - 1975    |
| Décennies du hockey sur gazon : 1940 - 1950 - 1960 - 1970 - 1980 - 1990 - 2000 |

Cet article présente les faits marquants de l'année 1972 en hockey sur gazon.

## Évènements

### Jeux olympiques
- Hockey sur gazon aux Jeux olympiques d'été de 1972